# Charaxes fervens
Charaxes fervens är en fjärilsart som beskrevs av Butler 1896. Charaxes fervens ingår i släktet Charaxes och familjen praktfjärilar. Inga underarter finns listade i Catalogue of Life.